# Найсильніший
Найсильніший (рос. Самый сильный) — радянський фільм-казка 1973 року.

## Сюжет
Фільм-притча за мотивами башкирських народних казок про долю доброго молодця, першого богатиря — «Самого Сильного», який, проте, був хвалькуватий і безсердечний.

## У ролях
- Микола Мерзлікін —  Батир
- Євген Весник —  халіф / візир
- Тетяна Клюєва —  Гюльчек
- Володимир Довейко —  Див
- Капітоліна Ламочкіна —  бабка
- Павло Федосеєв —  дід
- Ірина Кміт —  царівна
- Адольф Ільїн —  Мусабаєв
- Юрій Мельницький —  скороход
- Сергій Ніколаєв —  вітродуй
- Євген Поліканін —  слухач
- Аркадій Пишняк —  стрілок
- Євген Бугров —  блазень
- Костянтин Максимов —  коваль
- Данило Нетребін —  подорожній
- Володимир Дубровський —  глашатай

## Знімальна група
- Режисер — Олег Ніколаєвський
- Сценарист — Ярослав Філіппов
- Оператор — Василь Кирбижеков
- Композитор — Євген Стіхін
- Художник — Владислав Расторгуєв